# Gardské jezero

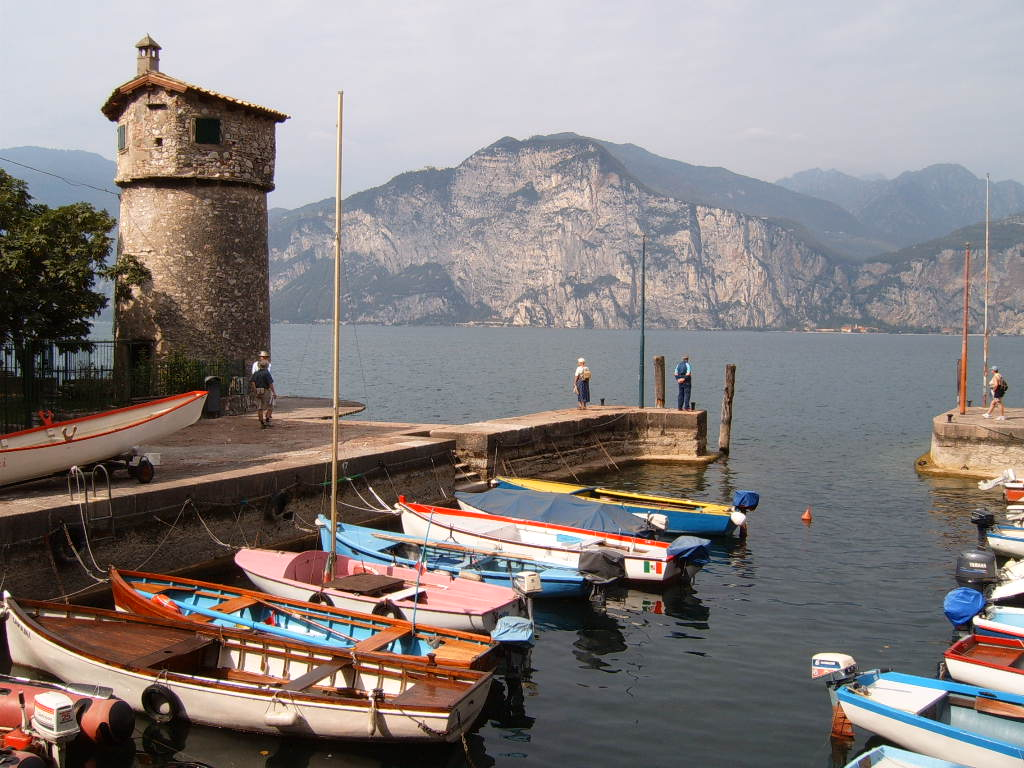
Cassone

Gardské jezero (italsky Lago di Garda nebo Lago di Benaco) je největší italské jezero, které se nachází na severu země mezi Alpami a Pádskou nížinou v regionech Tridentsko-Horní Adiže, Benátsko a Lombardie, do nichž náleží také ze správního hlediska. Jezero bylo vytvořeno po poslední době ledové Adižským ledovcem (Etschgletscher), jehož stopy se ještě dnes velmi výrazně zachovaly. Severní úzká a dlouhá část jezera připomíná fjord, který obklopují hřbety až 2000 m vysoké. Jižní širší část je tvořena morénovými zbytky. Jezero má rozlohu 369,98 km². Je dlouhé 51,6 km a široké 17,2 km. Délka jeho břehu je 158,4 km. Průměrnou hloubku má 136 m a maximální hloubku 346 m. Leží v nadmořské výšce 65 m.

## Vodní režim

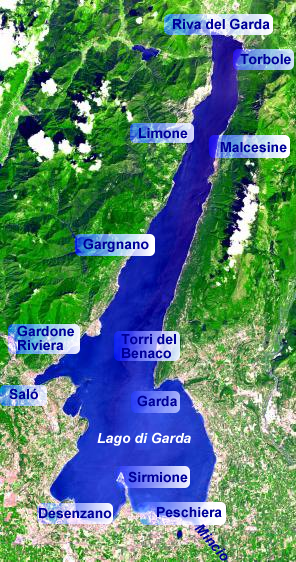
Satelitní pohled na jezero

Největší přítok je řeka Sarca na severu a z jezera vytéká řeka Mincio (levý přítok řeky Pád) na jihu. Jezero je spojeno vodním tunelem s řekou Adiže.

## Obce a sídla
Jezero zasahuje na území tří italských provincií, které patří do tří různých regionů:
- severní pobřeží náleží k Tridentsko-Horní Adiže  (Autonomní provincie Trento) — jezero zasahuje na území obcí Nago-Torbole a Riva del Garda, jeho břehy také omývají obcí Arco a Ledro;
- východní břeh patří Benátsku  (Provincie Verona) — jezero zasahuje na území obcí Malcesine, Brenzone sul Garda, Torri del Benaco, Garda, Bardolino, Lazise, Castelnuovo del Garda, Peschiera del Garda;
- západní břeh patří Lombardii  (Provincie Brescia) — jezero zasahuje na území obcí Limone sul Garda, Tremosine, Tignale, Gargnano, Toscolano Maderno, Gardone Riviera, Salò, San Felice del Benaco, Manerba del Garda, Moniga del Garda, Padenghe sul Garda, Desenzano del Garda, Sirmione, jeho břehy také omývají obce Lonato del Garda.

Největší města na břehu jsou Desenzano del Garda, Riva del Garda, Peschiera del Garda a Salò. Podél dvou pobřežních silnic okolo jezera, Gardesana Occidentale (západní lombardský břeh) a Gardesana Orientale (východní benátský břeh), se nachází mnoho malířských míst s historickým pozadím. Známá místa jsou Riva del Garda, Gargnano, Brencone, Bogliaco, Gardone Riviera, Salò, Desenzano del Garda, Sirmione, Peschiera del Garda, Lazise, Bardolino, Garda, Torri del Benaco, Limone sul Garda, Malcesine a Torbole. Severní část jezera patřila do roku 1918 Rakousku-Uhersku.

## Fauna a flora

### Klima
Mimořádná mnohotvárnost krajiny a klimatických oblastí v okolí jezera Garda ovlivňuje nesmírné bohatství druhů živočišného a rostlinného světa. Klima je díky poloze zcela středomořské. Díky teplému větru, tzv. Ora, je skoro každé odpoledne na jezeře čerstvý vítr. Po hladině a nad ní se však prohání na 50 pojmenovaných větrů, které se zde dělí na nebezpečné, noční, ranní a denní větry. Tyto větry vanou z různých směrů jak směrem do jezera (většina), tak směrem z jezera (Ander). Mezi nejvýznamnější gardské větry patří Ora, Sóver, Vinessa, Pelér či Balinot.

### Flora
Středozemský ráz klimatu je typický pro celé zdejší předhůří a přispěl k tomu, že se zde vytvořila uzavřená vegetační společenstva, v nichž se vyskytuje převážně vřes, zimostráz vždyzelený, janovec metlatý a dub cesmínovitý. Na skalnatém povrchu rostou rozmarýn, routa vonná, oleandr a baldrián. Substředomořská oblast je zvláště bohatá na orchideje, zatímco ve vyšších polohách – především v masivu Monte Baldo najdeme spíše narcisy, protěž, barevné pivoňky a druhy lilií. Na protilehlém břehu se nachází krásné Valvestino, které stejně jako vrcholy Tombea a Monte Caplone poskytuje botanikům řadu překvapení – např. lomikámen a jiné, pouze zde se vyskytující endemické druhy, které přečkaly různé doby ledové. Okolo jezera rostou stromy charakteristické pro středomoří jako cypřiše, cedry, olivovníky a řídce se objevují také palmy. V prakticky celém okolí Lago di Garda jsou pěstovány rozdílné plodiny, na severu jsou vinice na východě a jihu olivy a citrony.

### Fauna
Mírné klima a geografická poloha jsou příznivé také pro alpskou a středomořskou ptačí říši (zimoviště pro tažné ptáky). Na ploše několika kilometrů se zde vyskytují tak rozdílné druhy, jakými jsou potápky nebo orli skalní. Mezi Tignale a Limone se nachází kolonie racků středomořských. Jezero je domovem endemického, kriticky ohroženého pstruha italského.

## Doprava
Na jezeře je rozvinutá vodní doprava. Přístavy pro okružní výletní lodi jsou v Riva del Garda, Torbole, Malcesine, Campione, Gargnano, Castelletto, Bogliacco, Moniga del Garda, Desenzano, Peschiera del Garda a Lazise.

## Okolí

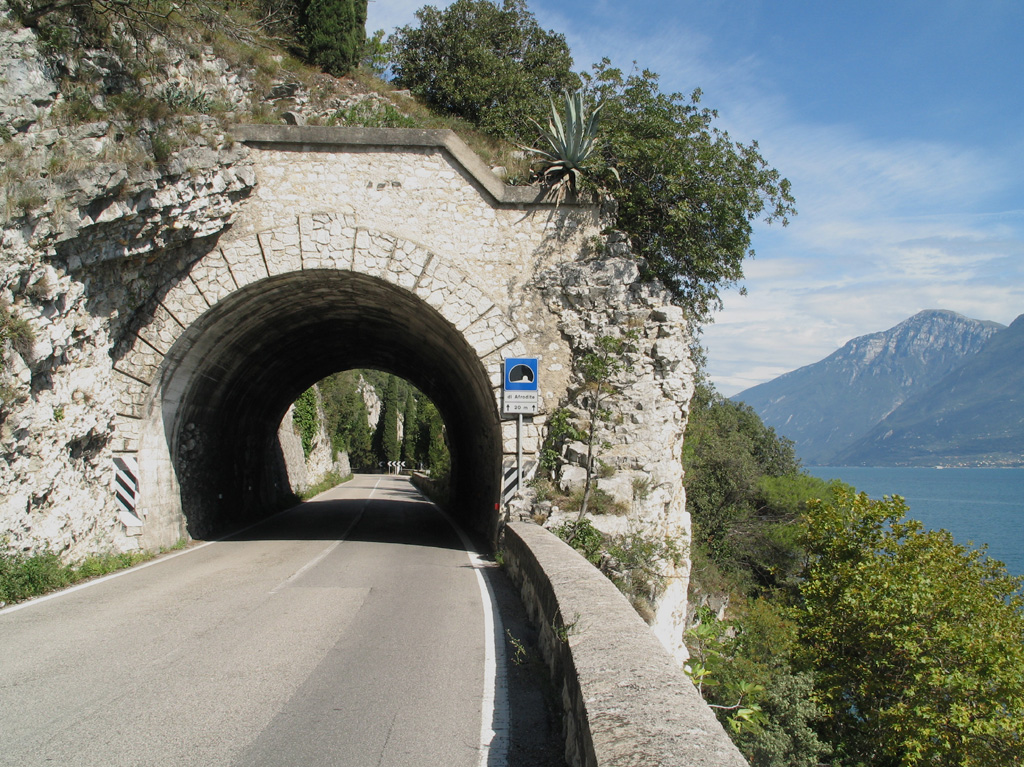
Silnice zvaná Gardesana vede po obou březích

### Horstvo
Zatímco ze západního břehu se zvedají nízké, osamělé skupiny hor přírodního parku Parco Alto Garda Bresciana, východní břeh je ve stínu jednolitého až 60 km dlouhého řetězce hor Monte Baldo (Cima Valdritta, 2218 m), jenž převyšuje Gardské jezero o více než 2000 metrů. Severozápadně od jezera se nachází nejvyšší skupina Gardských hor – Monte Cadria (2254 m).

### Pěstitelství
Gardské jezero je Denominazione di origine controllata (zkr. DOC) oblast pro bílé, růžové a červené víno. Oblast zahrnuje 25 obcí provincie Brescia, 6 obcí provincie Mantova a 40 obcí provincie Verona. Pěstované odrůdy jsou Barbera, Cabernet Franc, Cabernet Sauvignon, Chardonnay, Cortese, Merlot, Pinot Blanc, Pinot Noir, Pinot Gris a Riesling. Jednotlivé zóny DOC jsou Riviera del Garda Bresciano, Lugana, San Martino della Battaglia a Bardolino.

## Turismus
Hladina jezera je díky teplému větru Ora takřka ideální plochou pro provozování windsurfingu. V nedávné době byla kolem jezera dostavěna nová cyklostezka, která střídá roviny kolem vinohradů či jablečných sadů s horskými stezkami mířícími do těch nejvyšších pater okolních masivů a míjí několik středověkých hradů. Trasy jsou vhodné pro všechny typy cyklistů od nenáročných vyjížděk po náročný biking. V okolí jezera je také mnoho kilometrů kvalitního asfaltu pro in-line bruslaře.
Hustá síť značených turistických cest předurčuje hory v okolí jako výborný cíl mnohých turistů. Opět jsou zde možnosti turistiky od lehkých procházek po rozkvetlých loukách několik set metrů nad jezerem přes vysokohorskou turistiku po náročné horolezectví ve vápencových stěnách místních masivů. Velmi oblíbené jsou zde zajištěné cesty typu via ferrata, kterých podél celého jezera nalezneme stovky.

## Galerie

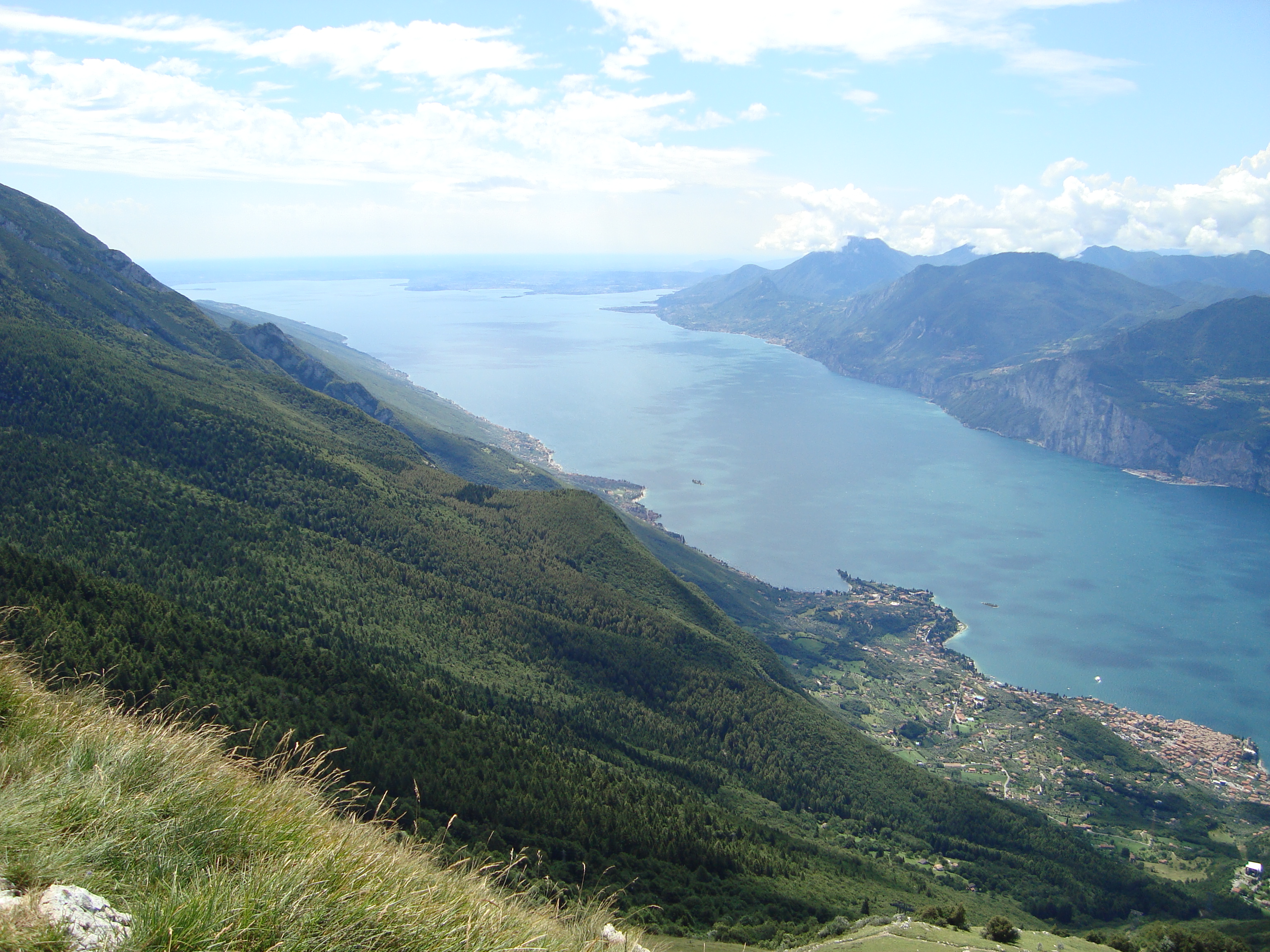
Lago di Garda jižním směrem z Monte Balda
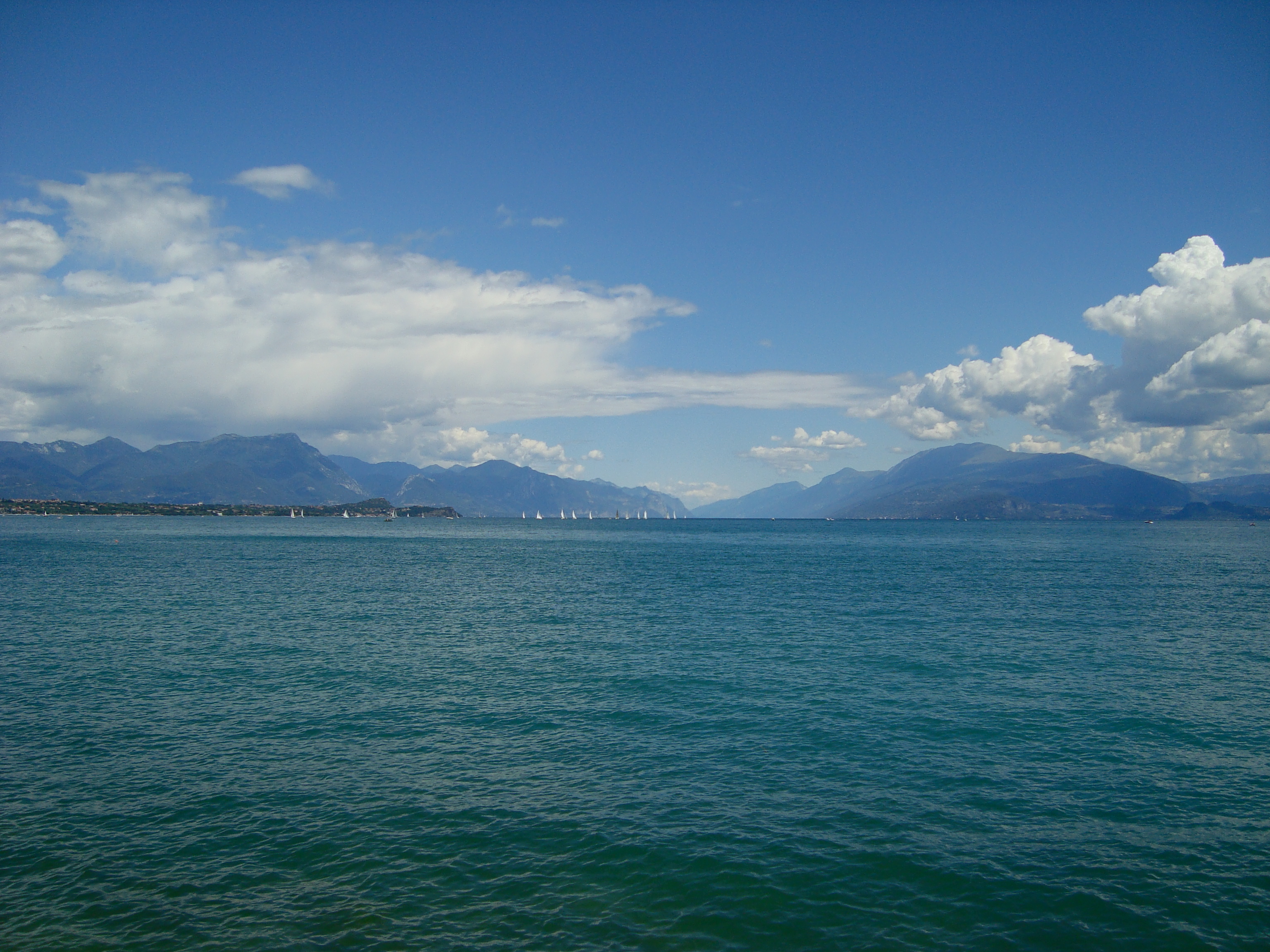
pohled na sever, z Desenzana del Garda
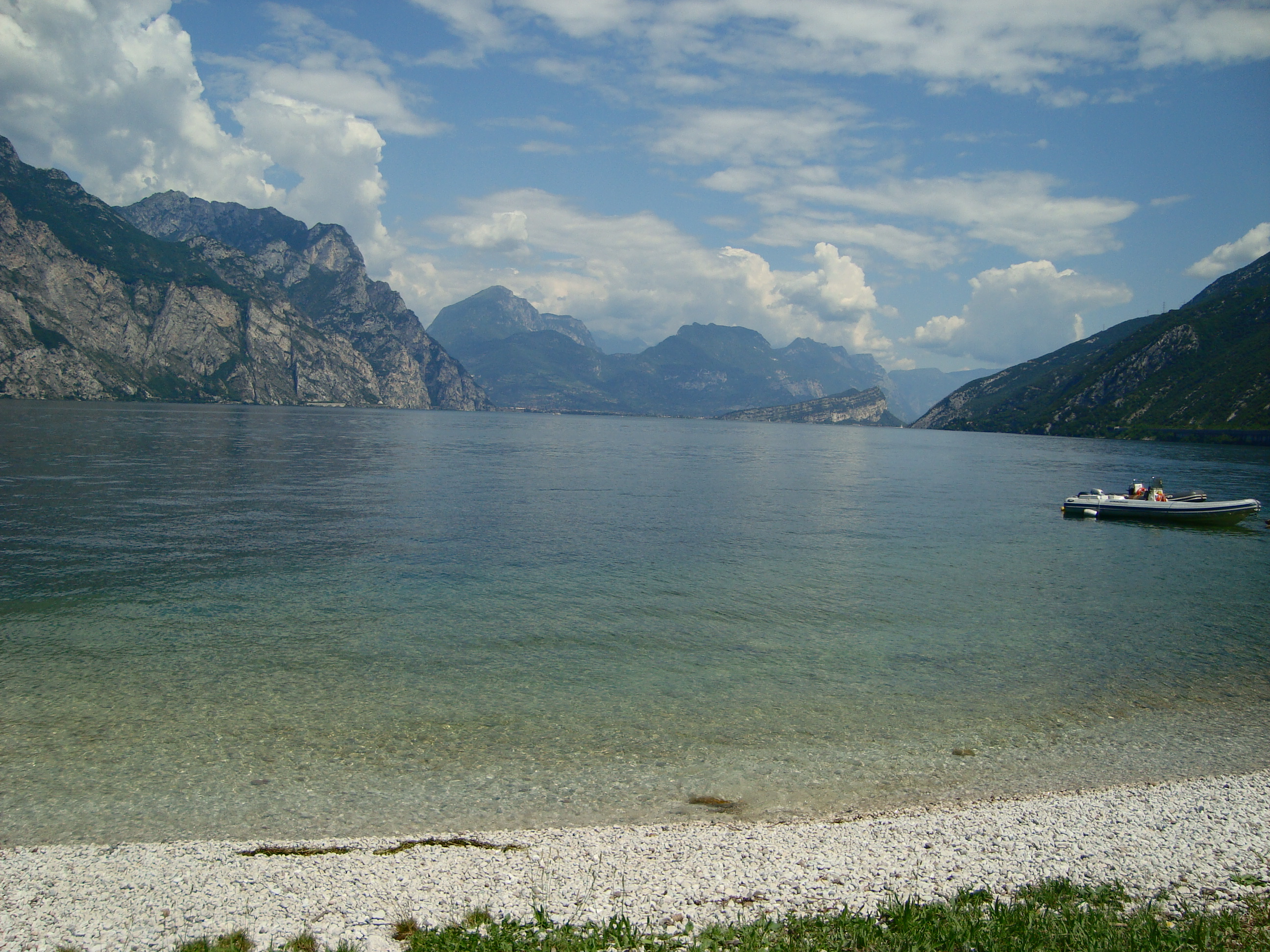
pohled severně, z okolí Malcesine
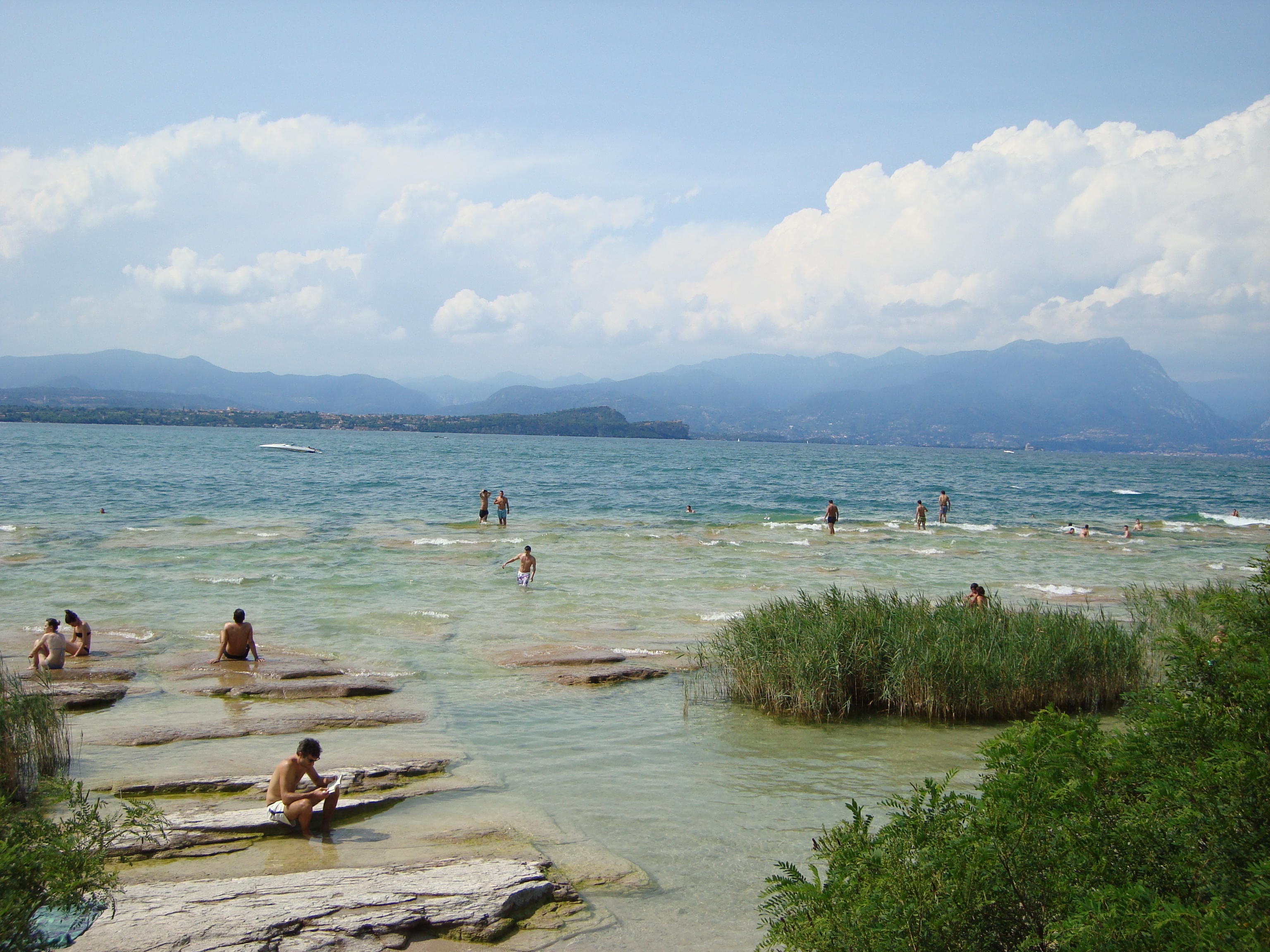
pohled na západ od Sirmione
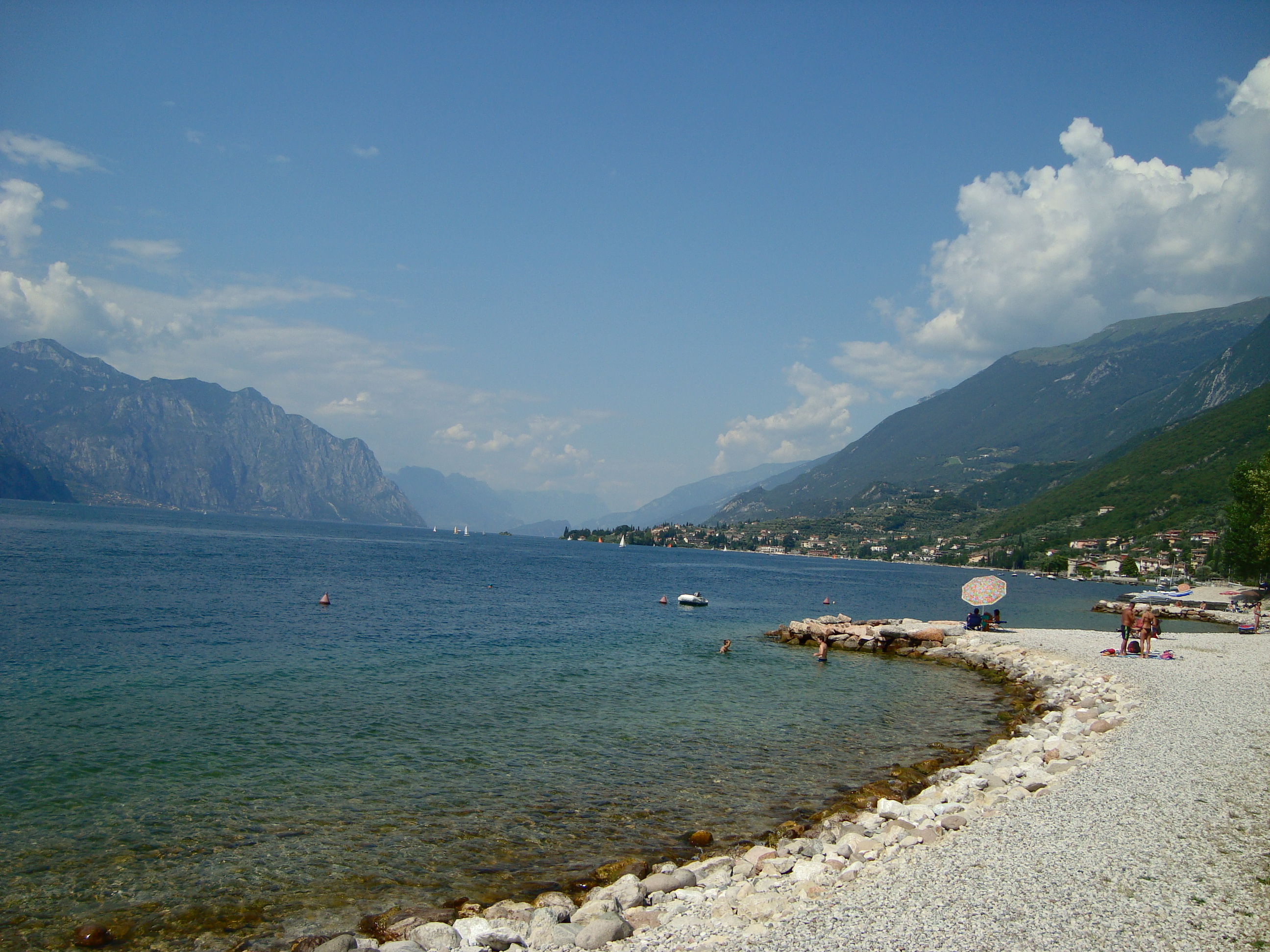
pohled severně z okolí Brenzone
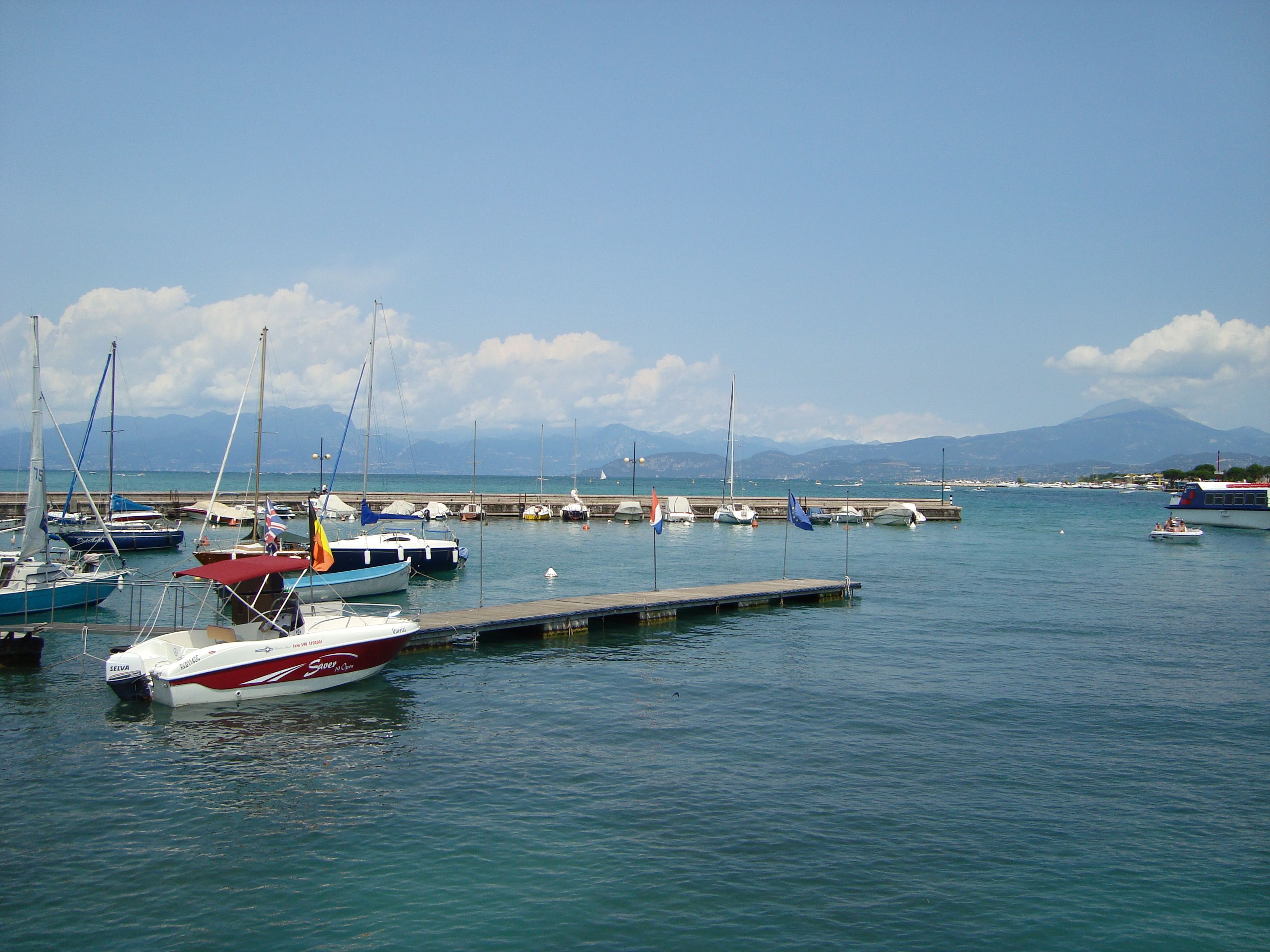
pohled severně z Peschiery del Garda
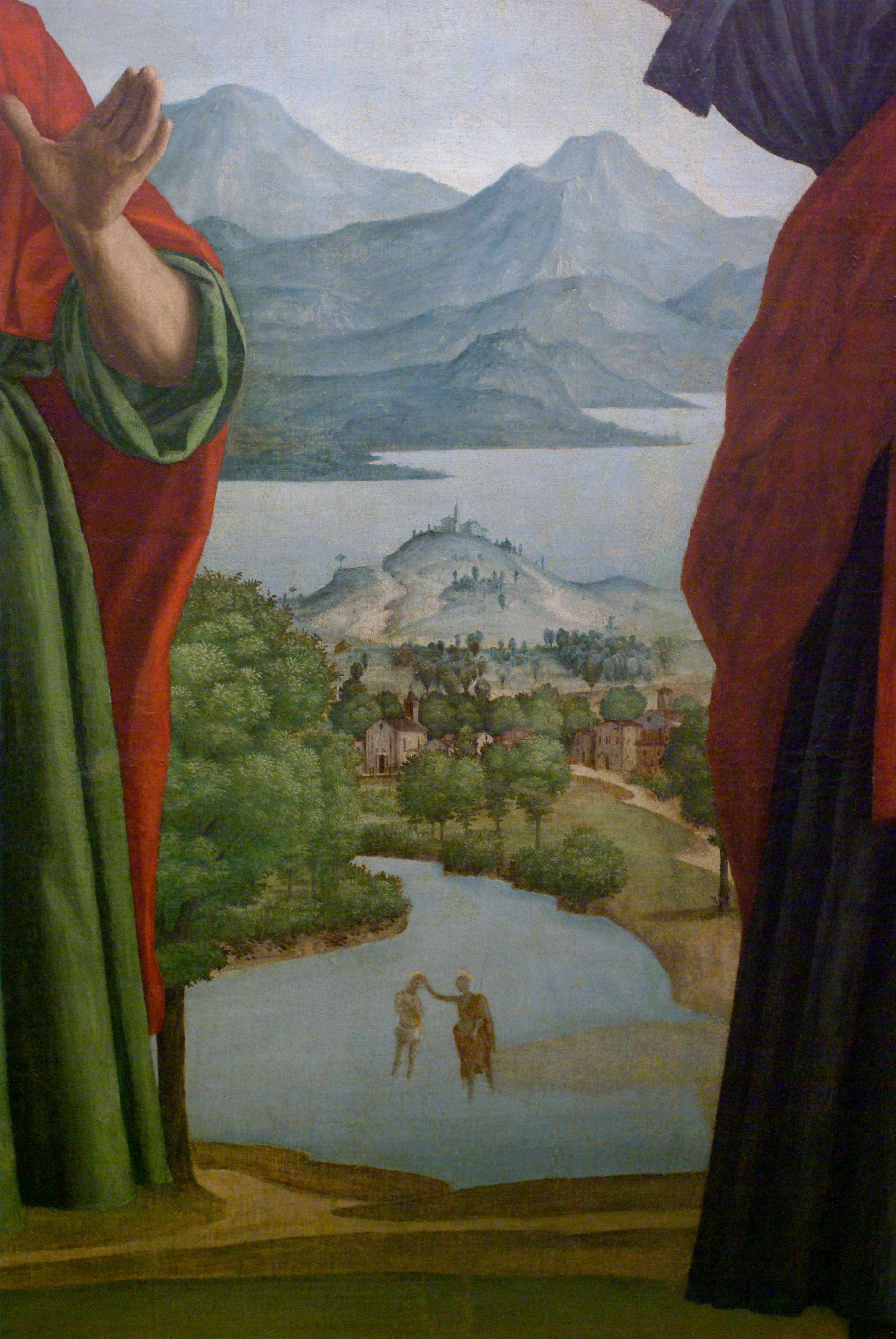
Lago di Garda, Girolamo dai Libri, 1533